# Graur cu piept auriu
Graurul cu piept auriu (Lamprotornis regius) este membru al familiei graurilor, Sturnidae. 

## Subspecii
- Lamprotornis regius magnificus van Someren, 1924
- Lamprotornis regius regius  (Reichenow, 1879)

## Distribuție și habitat
Graurul cu piept auriu are un areal foarte mare. Se găsește în nord-estul Africii, din Somalia, Etiopia, Kenya și nordul Tanzaniei. Aceste păsări locuiesc pe pajiști, savane  desișuri de salcâmi, păduri de spini uscați și tufărișuri.

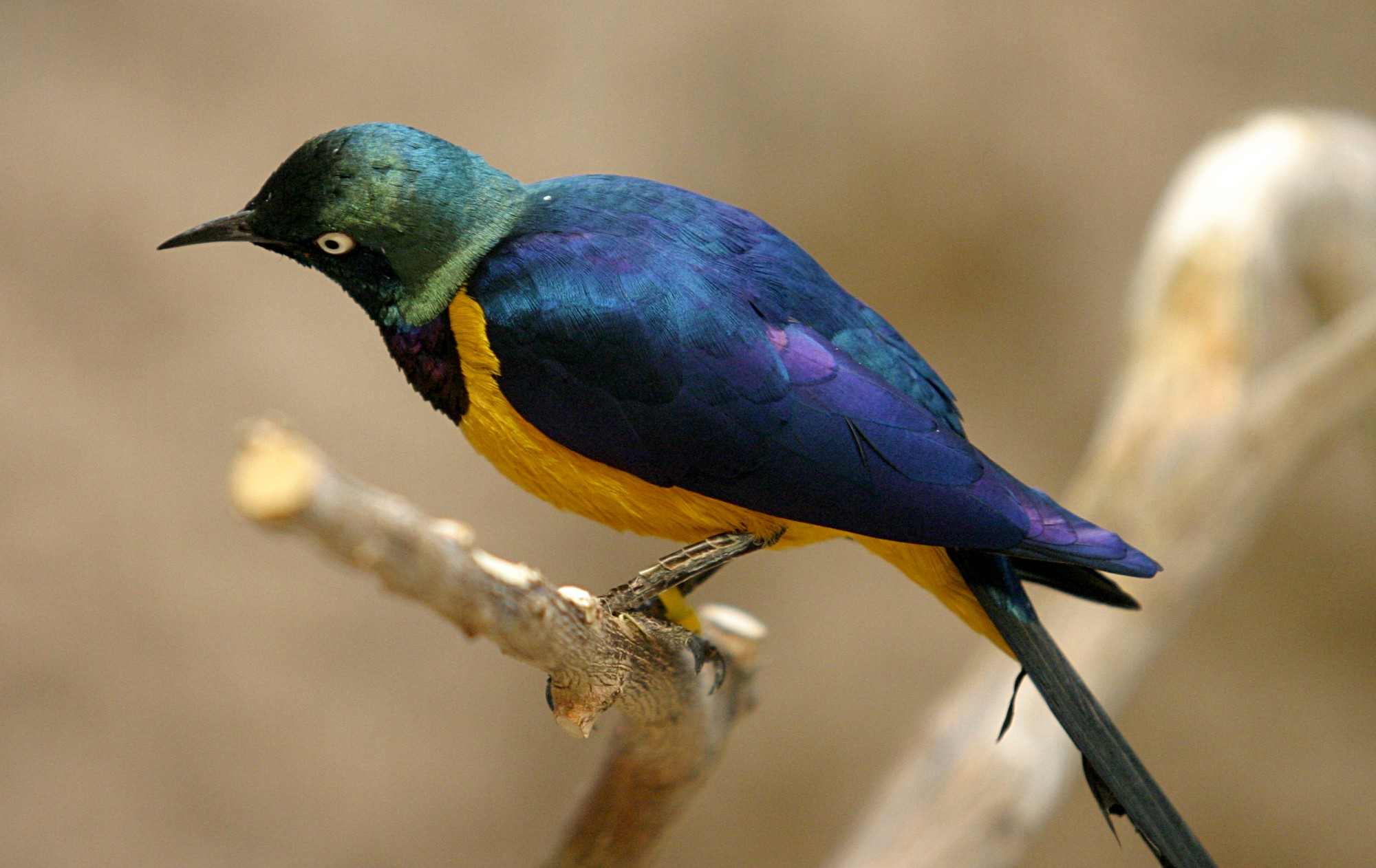
Lamprotornis regius

## Descriere
Lamprotornis regius poate atinge o lungime a corpului de aproximativ 35 cm. Adultul are capul și partea superioară a spatelui de culoare verde metalizat, pieptul și burta galben-auriu strălucitor, ciocul și picioarele închise la culoare, irisul alb și aripile, spatele, gâtul și penele lungi ale cozii sunt albastru-violet metalic.  Ambele sexe sunt similare. Puii sunt mai șterși decât adulții.

## Comportament
Graurul cu piept auriu este un animal social, care trăiește în grupuri de trei până la doisprezece indivizi. Năpește o dată pe an, după sezonul de reproducere. Aceste păsări sunt monogame. Femela depune de obicei între trei și cinci ouă de culoare verde pal, cu pete roșii. Cuibărește în găurile de copaci, de obicei în găurile de copaci pe care le-au lăsat ciocănitoarea. Cuibul este făcut din frunze, rădăcini și alte vegetații. Spre deosebire de alți grauri, care se hrănesc în principal cu fructe, dieta lor constă în principal din insecte și termite. Păsările adulte prind insecte în zbor și dezgroapă movile de termite pentru a găsi prada. Melcii, păianjenii, crustaceele sau micile vertebrate, cum ar fi șopârlele, completează uneori dieta.

## Stare și conservare
Răspândită în întreaga sa zonă de habitat, tendința populației graurului cu piept auriu pare a fi stabilă. Specia este evaluată ca fiind cu risc scăzut de dispariție pe Lista roșie a IUCN.

## Galerie

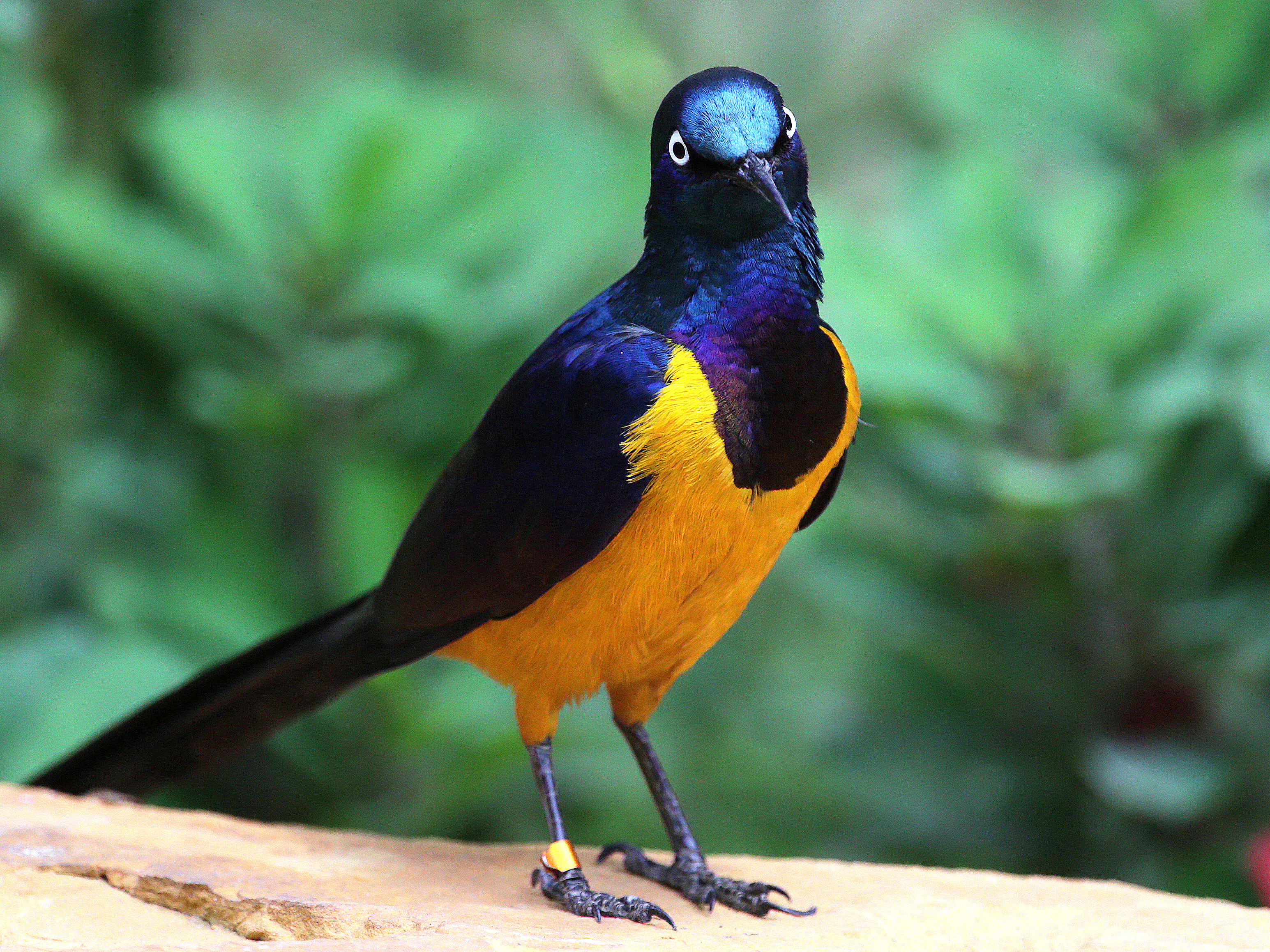
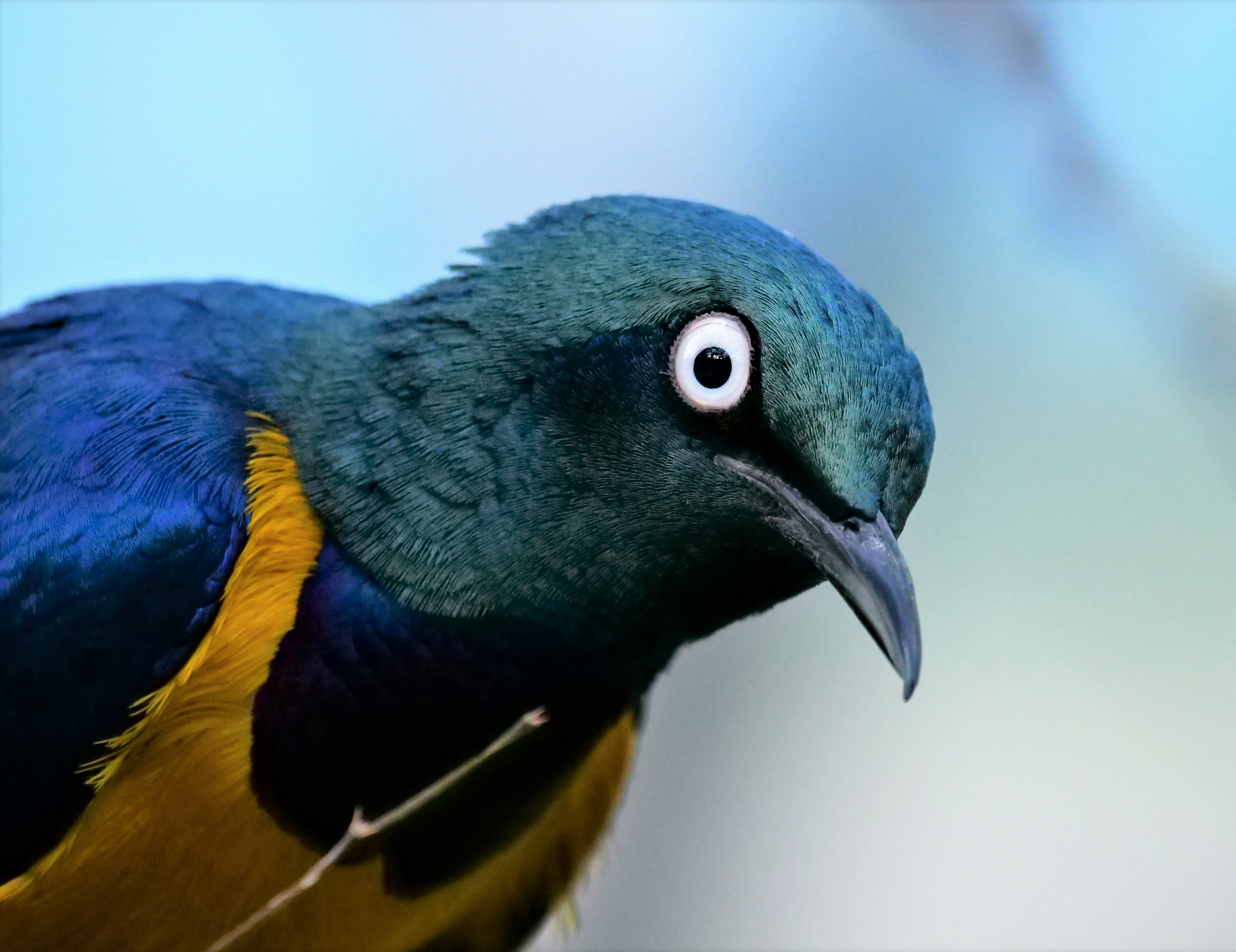
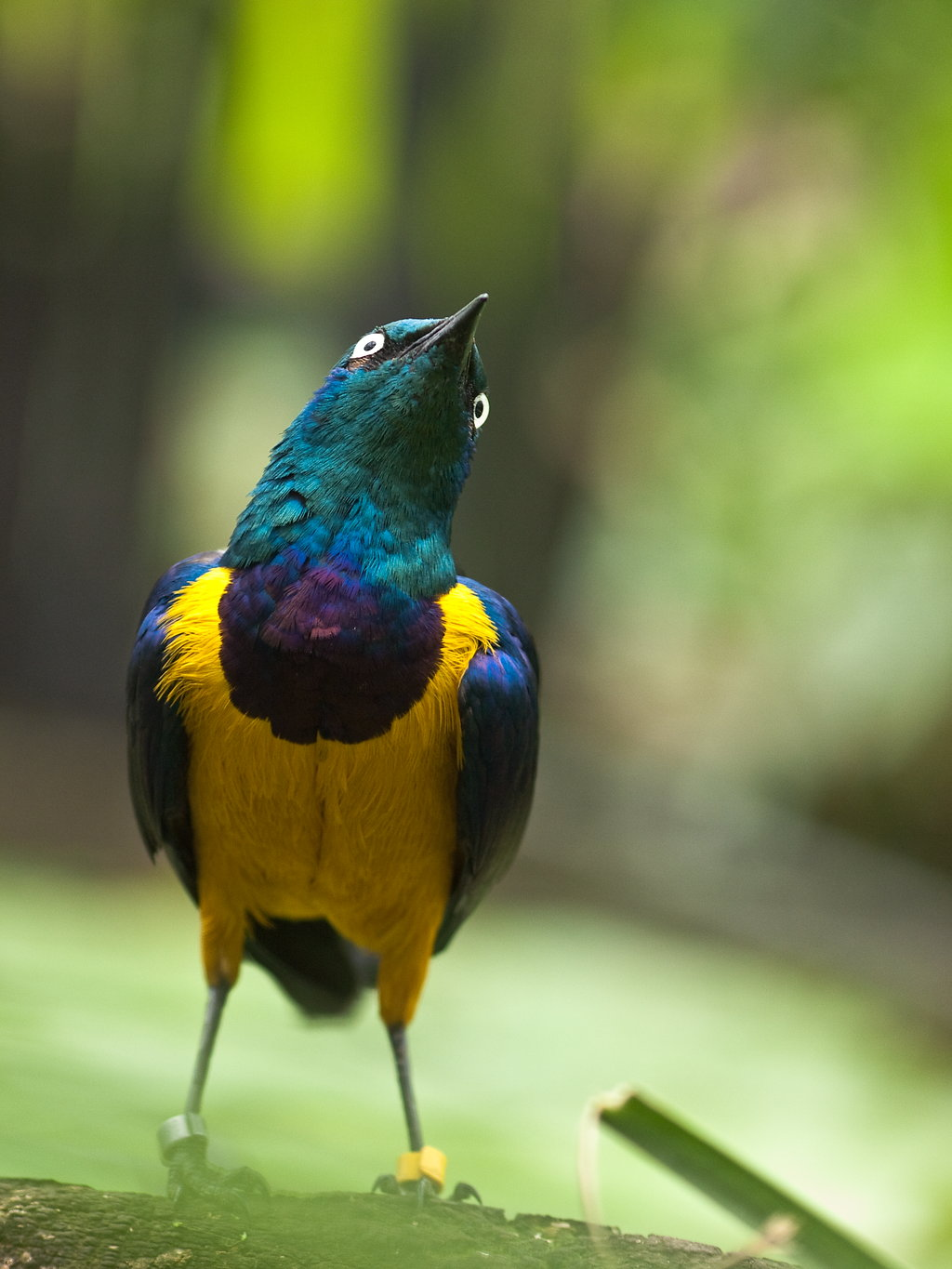
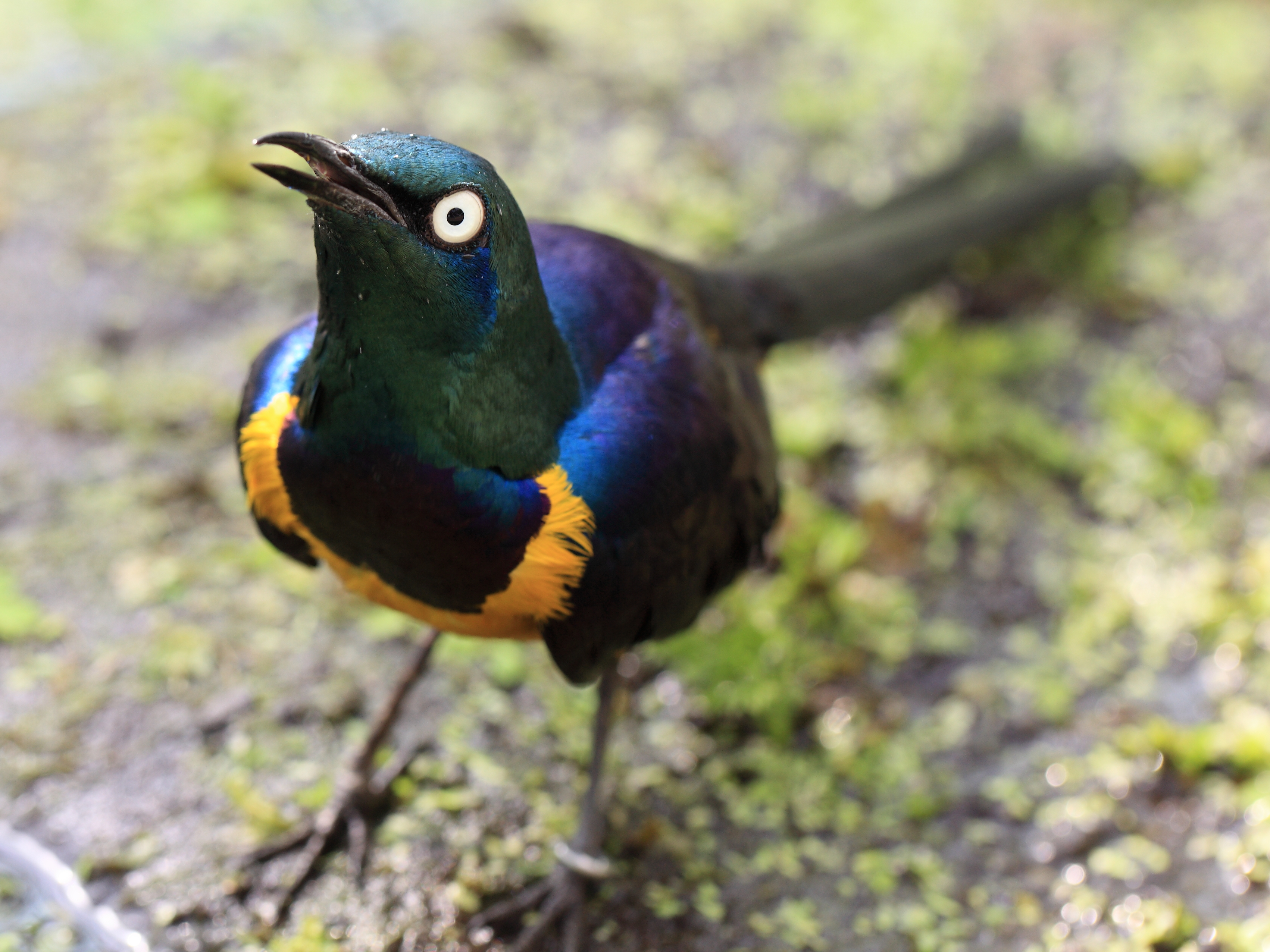
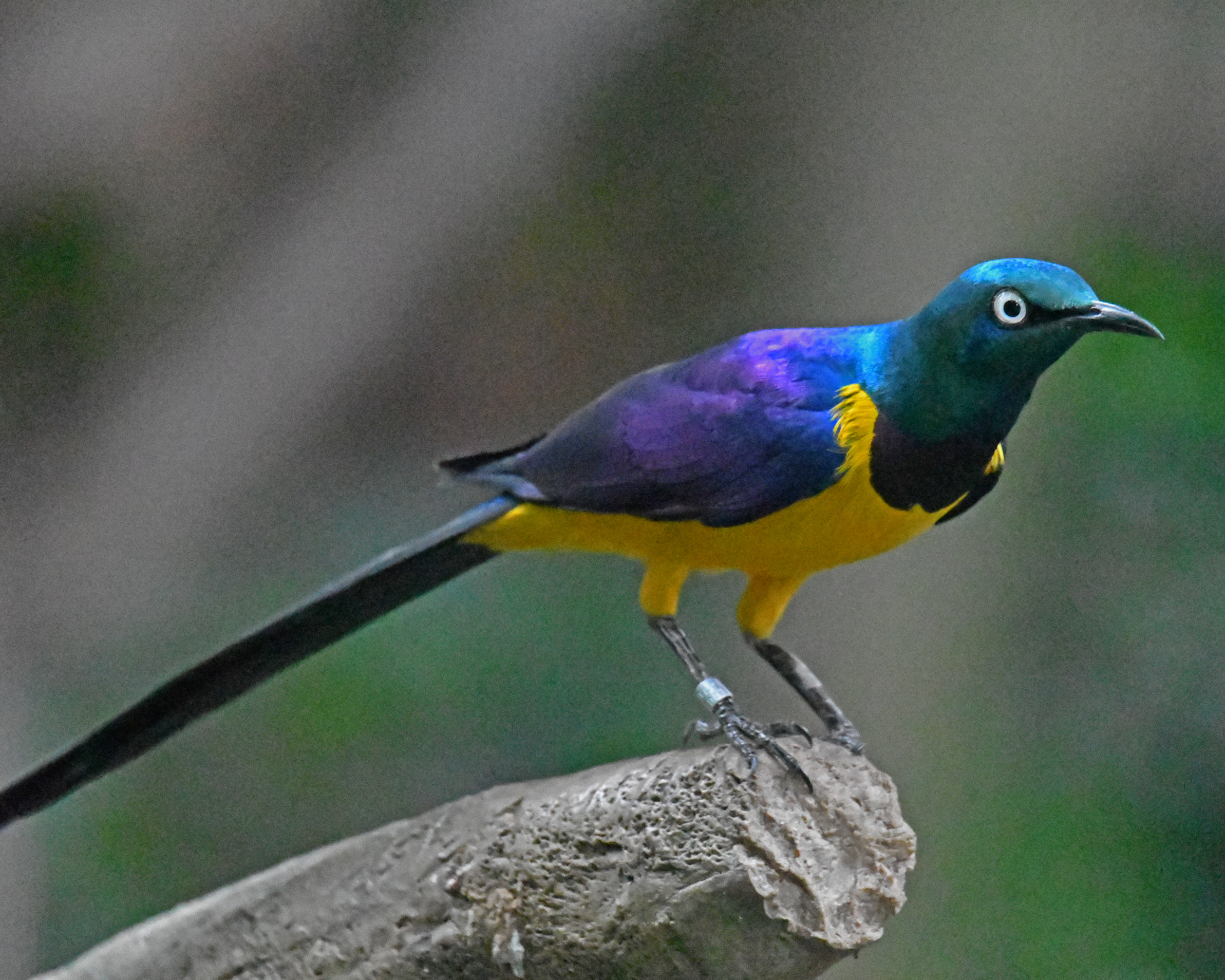
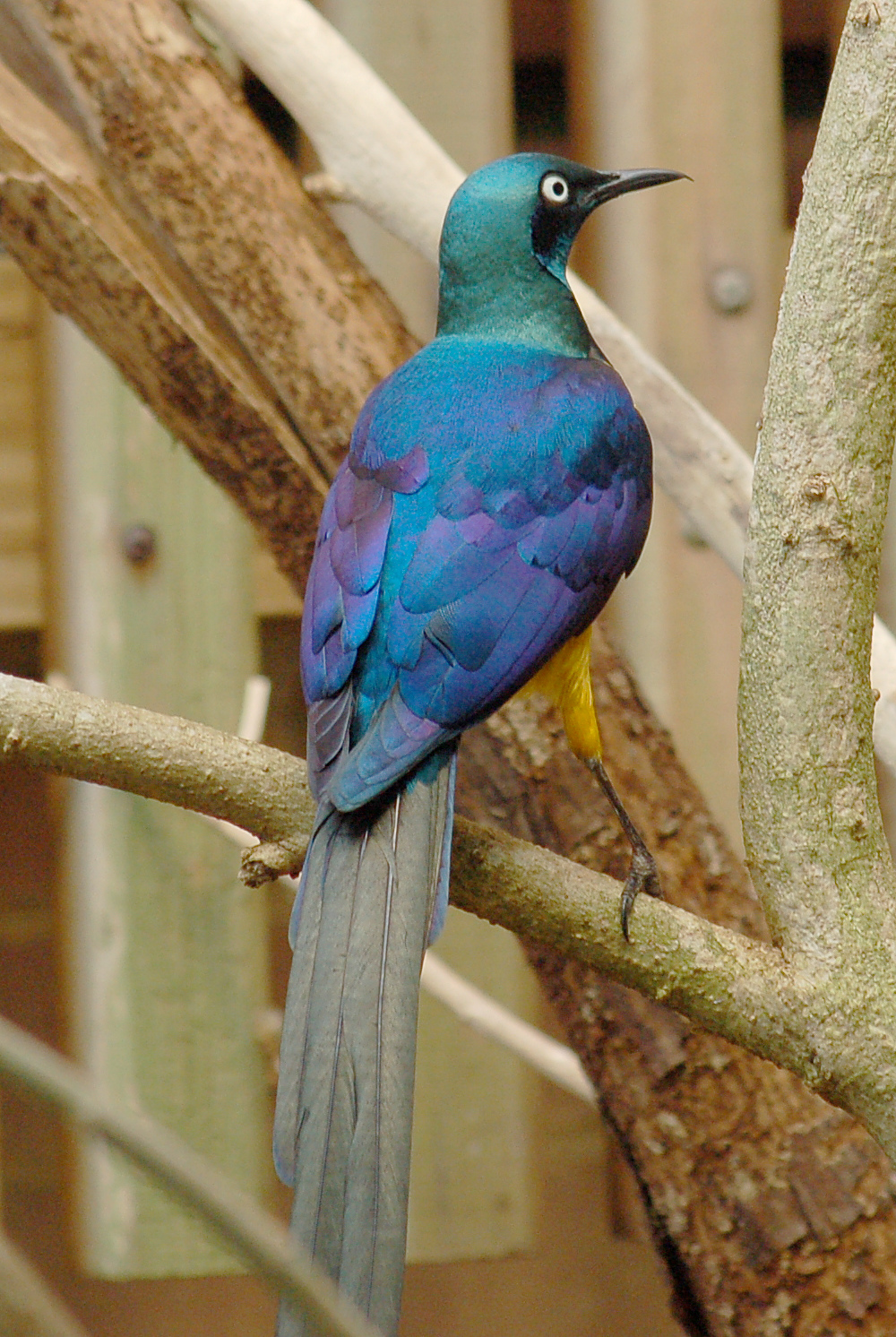
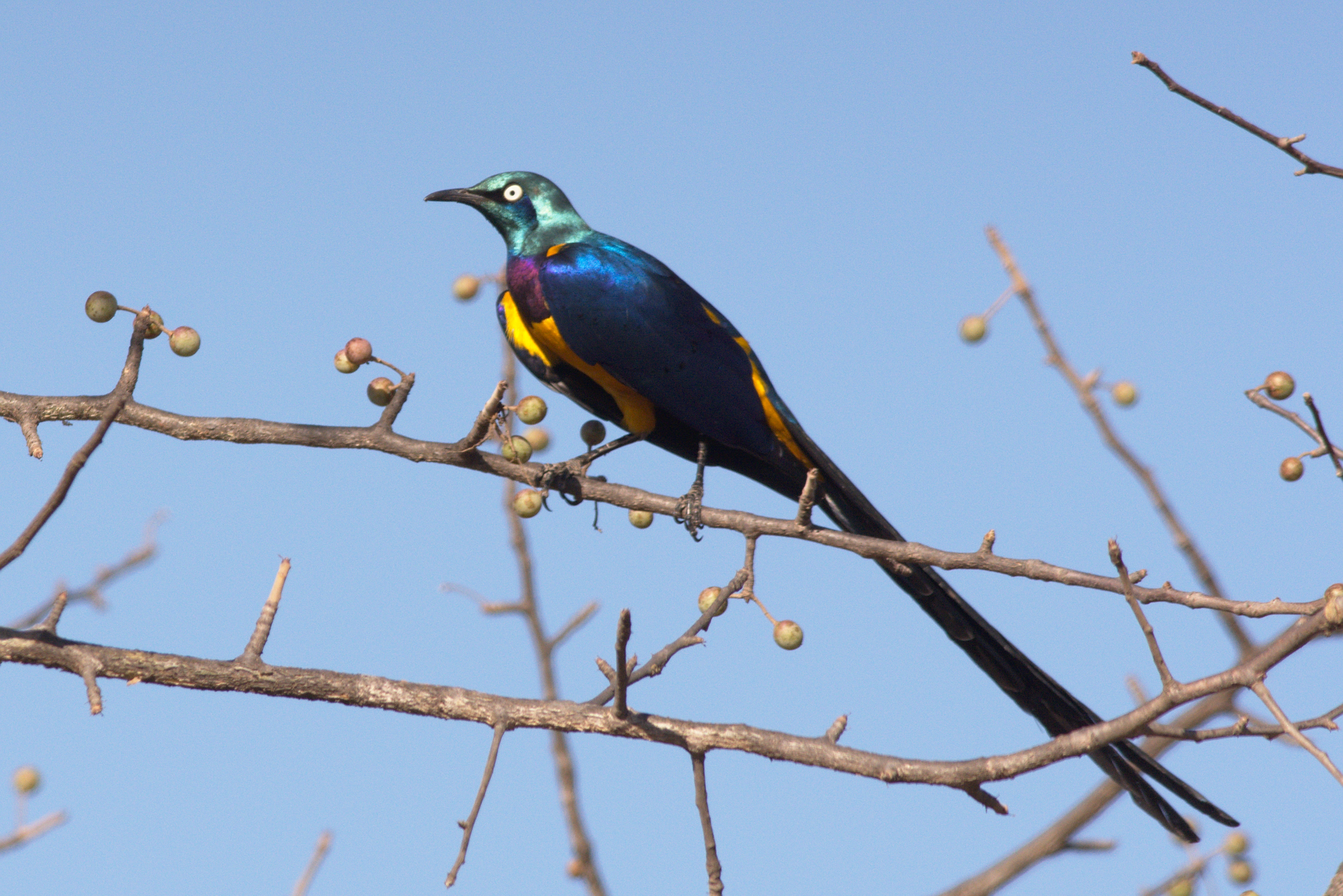